# 안제이 히라

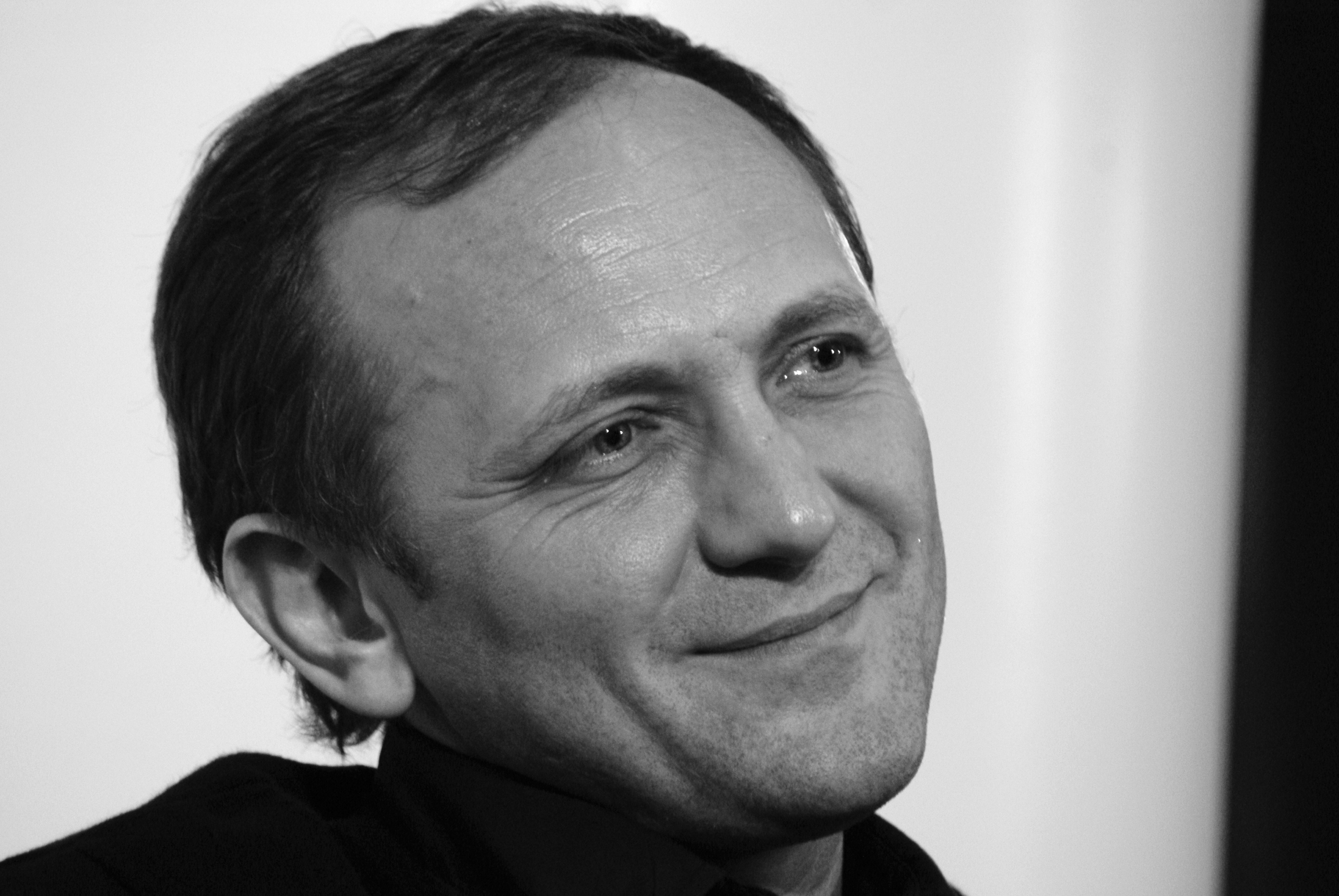

안제이 히라(폴란드어: Andrzej Chyra, 1964년 8월 27일 ~ )는 폴란드의 배우, 영화 감독이다.

## 영화
- 리커셰이즈 (2019년)
- 에더 (2018년)
- 원 네이션 (2018년) - 라조위스키 역
- 카탈리나 (2017년)
- 비욘드 워즈 (2017년)
- 프로스트 (2017년)
- 사랑에 빠진 여자 (2016년)
- 분노의 로즈 (2015년)
- 11분 (2015년)
- 어둠 속의 자유 (2015년)
- 더 퍼포머 (2015년)
- 스톤즈 포 더 램파트 (2014년)
- 더 워드 (2014년)
- 원 웨이 티켓 투 더 문 (2013년)
- 인 더 네임 오브 (2013년) - 아담 역
- 라스팅 (2013년)
- 아이 엠 핸디맨 (2012년)
- 망각의 땅 (2011년)
- 엘르 (2011년) - 가학적인 고객 역
- 매직 트리 (2009년)
- 밴드 명: 올 댓 아이 러브 (2009년)
- 카틴 (2007년) - 예지 중위 역
- 스트라이크 (2006년)
- 우리는 모두 예수다 (2006년)
- 콜렉터 (2005년)
- 반갑지 않은 사람 (2005년)
- 튤립 (2004년)
- 스트레인저(폴란드어판) (2004년)
- 웨어 에스키모스 리브 (2002년)
- 머니 이즈 낫 에브리씽 (2001년)
- 더 뎁트 (1999년)